# P.MC
José Paulo, mais conhecido como P.MC (Juiz de Fora) é um rapper brasileiro, conhecido pela sua parceria com o DJ Deco Murphy, com o qual formou a dupla P.MC e DJ Deco Murphy, e por ser um dos integrantes do grupo Jigaboo.
Em 2004, já em carreira solo, lançou o álbum ‘Meu Rap é assim’, que conta com a participação de seis adolescentes ex-internos na Febem. Os jovens participam da música ‘Sem me entregar’ e trabalharam em todo o processo, desde a composição até a finalização. As fotos do encarte e a ilustração da capa também foram feitas por adolescentes da filial do Tatuapé.

## Carreira
P.MC começou sua carreira musical no Hip-Hop em 1983, formando o grupo "Break Tropical", na sua cidade natal (Juiz de Fora-MG). Em 1988, migrou para o Rap e formou o grupo "Patrulheiros do Peso".
Em 1994, a música "Sou Radical Sim", gravada juntamente com o rapper Lyder Boy figurou na coletânea "União Breack Rap", do selo M.A. Records.

### P.MC e os Poetas de Rua
Em 1995, juntamente com o grupo "Os Poetas de Rua", lançam o álbum "Revolução de Novos Ideais". 
Em 1996, o segundo álbum desta parceria é lançado, com o título "P.MC e Poetas de Rua". 
Em 1997, P.MC e Os Poetas de Rua lançam o álbum duplo "Sociedade Decadente", pela TNT Records

### P.MC e DJ Deco Murphy
Em 1998, P.MC deixa Os Poetas de Rua e forma uma parceria com o DJ Deco Murphy, fiel amigo e parceiro. Desta parceria (P.MC e DJ Deco Murphy) é lançado o álbum "Identidade" onde estouram as faixas: "Alô Brasil" e "Vamo Falá".
A dupla passa a participar ativamente do cenário Rap e Hip-Hop paulista, compondo e cantando em diversos encontros e shows. A dupla ainda viajaria para a Inglaterra e Alemanha para participar de simpósio de cultura hip hop e do famoso Battle of the Year, a grande batalha das “crews” ou equipes de Hip Hop.

### Carreira Solo
Em 2004, já em carreira solo, lançou o álbum ‘Meu Rap é assim’, que conta com a participação de seis adolescentes ex-internos na Febem. Os jovens participam da música ‘Sem me entregar’ e trabalharam em todo o processo, desde a composição até a finalização. As fotos do encarte e a ilustração da capa também foram feitas por adolescentes da filial do Tatuapé.

## Discografia
Carreira Solo
- 2004 - Meu Rap é Assim

| #  | Faixa                         |
| -- | ----------------------------- |
| 01 | Voz da Rua                    |
| 02 | O Corre Continua              |
| 03 | Dinheiro? (Todo Mundo Quer!)  |
| 04 | Speedêra                      |
| 05 | Eu Te Avisei                  |
| 06 | Não Vem Que Não Tem           |
| 07 | A Verdade Dói                 |
| 08 | Buscando a Luz                |
| 09 | Blackout Total                |
| 10 | Salve Quadrilátero            |
| 11 | Sem me Entregar               |
| 12 | Na Asa da Gaivota             |
| 13 | Bem Lôco do Côco              |
| 14 | Vacilão                       |
| 15 | Bem Lôco do Côco (Guitar Mix) |
| 16 | Presente do Jigaboo           |

Com Os Poetas de Rua
- 1995 - Revolução de Novos Ideais
- 1996 - P.MC e Poetas de Rua
- 1997 - Sociedade Decadente

Com a dupla "P.MC e DJ Deco Murphy"
- 1998 - Identidade

Com Jigaboo
Participação em outros projetos
- Vocais na faixa "Lombra", do álbum de estreia do Charlie Brown Jr., Transpiração Contínua Prolongada
- Vocais na faixa "Quando Eu contar Até Três....", do segundo álbum do Ostheobaldo, Passa o Corredor
- Vocais na faixa "12+1", do segundo álbum do Charlie Brown Jr., Preço Curto... Prazo Longo